# I tuoi, i miei e i nostri
I tuoi, i miei e i nostri (Yours, Mine and Ours) è un film del 2005 diretto da Raja Gosnell.
Rifacimento di Appuntamento sotto il letto (1968), con Lucille Ball e Henry Fonda, il film è stato distribuito nelle sale statunitensi a partire dal 23 novembre 2005.

## Trama
L'ammiraglio Frank Beardsley, un vedovo con 8 figli, ha da tempo trasformato i suoi figli in un disciplinato equipaggio abituato a continui traslochi. Ma la sua vita ordinata cambia radicalmente quando dopo 30 anni ritrova una fiamma del liceo, Helen, una donna vivace, anticonformista, vedova anche lei e che ha ben 10 figli. Le due famiglie si riuniscono sotto lo stesso tetto, un faro da risistemare. Tra i figli inizialmente c'è grande antipatia reciproca, ma dopo le prime scaramucce i ragazzini si coalizzano per un obiettivo comune: sabotare il matrimonio dei genitori.

## Produzione
Il film è stato realizzato da una coproduzione di quattro studi cinematografici: Paramount Pictures, Metro-Goldwyn-Mayer, Columbia Pictures e Nickelodeon Movies.